# RollerCoaster Tycoon 3
RollerCoaster Tycoon 3 je strategická počítačová hra, která staví hráče do role majitele a správce zábavního parku. Byla vyvinuta firmou Frontier Developments a publikována firmou Atari v prosinci 2004, jako pokračování hry RollerCoaster Tycoon 2.
Jedná se o dalšího zástupce řady her Tycoon – (postavte si podle svého), jako např. dřívější Zoo Tycoon, Railroad Tycoon, Mall Tycoon, Moon Tycoon atd.
V této hře je úkolem vybudovat zábavní park s mnoha atrakcemi, občerstvením a suvenýry, stejně jako starat se o chod a management tohoto parku. V sérii „RollerCoasterTycoon“ vyšel 3. díl s dvěma datadisky – Soaked, Wild. Autorem není jako v předchozích dvou dílech Chris Sawyer, autor hry Transport Tycoon. Přesto se na hře podílel jako konzultant.
V této hře se vše přesunulo do 3D, kamerou jde libovolně otáčet a přibližovat. Přibylo mnoho nových atrakcí a stánků a s datadisky se výběr ještě zvyšuje. Hráč si může udělat i své vlastní návštěvníky. Přibyla i možnost pískoviště (Sandbox mode), ve kterém máte neomezeně mnoho peněz. Ve hře se nově také střídá den a noc (je možné je libovolně měnit) a je možné pořádat ohňostroje. Přelomová je možnost svézt se na vámi (nebo počítačem) postavené dráze z pohledu toho, kdo na ní jede.
Kromě tradičních úkolů z předchozích dílů typu „dosáhni určité hodnoty parku“ či „měj k určitému datu určitý počet návštěvníků v parku“ přibyl úkol obšťastnit celebritu, která se přišla do parku podívat. Poznáte ji mimo jiné podle hloučku návštěvníků žádajících o autogram. Celebrita může být háklivá na pořádek, nebo vyžadovat svezení na horské dráze s určitými parametry. Úkoly jsou pro každý park rozděleny do tří kategorií, přičemž ale mohou být totožné, pouze vždy s vyššími nároky.
Oproti druhému dílu však ubyla například možnost budovat cesty a trasy pod zemí a podstatně se zvýšily nároky na hardware počítače.